# Mastira bipunctata
Espèce
Mastira bipunctata est une espèce d'araignées aranéomorphes de la famille des Thomisidae.

## Distribution
Cette espèce se rencontre en Indonésie à Sumatra, à Singapour, aux Philippines et à Taïwan.

## Description
Le mâle holotype mesure 3 mm.

## Publication originale
- Thorell, 1891 : Spindlar från Nikobarerna och andra delar af södra Asien. Kongliga Svenska Vetenskaps-Akademeins Handlingar, vol. 24, no 2, p. 1-149 (texte intégral).